# Nectamia
Nectamia är ett släkte av fiskar. Nectamia ingår i familjen Apogonidae.
Kladogram enligt Catalogue of Life:
| Nectamia | \| \| Nectamia annularis \| \| \| \| \| \| Nectamia bandanensis \| \| \| \| \| \| Nectamia fusca \| \| \| \| \| \| Nectamia ignitops \| \| \| \| \| \| Nectamia luxuria \| \| \| \| \| \| Nectamia savayensis \| \| \| \| \| \| Nectamia similis \| \| \| \| \| \| Nectamia viria \| \| \| \| \| \| Nectamia zebrinus \| \| \| \| |
|          | \| \| Nectamia annularis \| \| \| \| \| \| Nectamia bandanensis \| \| \| \| \| \| Nectamia fusca \| \| \| \| \| \| Nectamia ignitops \| \| \| \| \| \| Nectamia luxuria \| \| \| \| \| \| Nectamia savayensis \| \| \| \| \| \| Nectamia similis \| \| \| \| \| \| Nectamia viria \| \| \| \| \| \| Nectamia zebrinus \| \| \| \| |
|          | Apogon |
|          | |
|          | Apogonichthyoides |
|          | |
|          | Apogonichthys |
|          | |
|          | Archamia |
|          | |
|          | Astrapogon |
|          | |
|          | Cercamia |
|          | |
|          | Cheilodipterus |
|          | |
|          | Coranthus |
|          | |
|          | Foa |
|          | |
|          | Fowleria |
|          | |
|          | Glossamia |
|          | |
|          | Gymnapogon |
|          | |
|          | Holapogon |
|          | |
|          | Lachneratus |
|          | |
|          | Neamia |
|          | |
|          | Ostorhinchus |
|          | |
|          | Paxton |
|          | |
|          | Phaeoptyx |
|          | |
|          | Pseudamia |
|          | |
|          | Pseudamiops |
|          | |
|          | Pterapogon |
|          | |
|          | Rhabdamia |
|          | |
|          | Siphamia |
|          | |
|          | Sphaeramia |
|          | |
|          | Vincentia |
|          | |
|          | Zoramia |
|          | |
|          | Nectamia annularis |
|          | |
|          | Nectamia bandanensis |
|          | |
|          | Nectamia fusca |
|          | |
|          | Nectamia ignitops |
|          | |
|          | Nectamia luxuria |
|          | |
|          | Nectamia savayensis |
|          | |
|          | Nectamia similis |
|          | |
|          | Nectamia viria |
|          | |
|          | Nectamia zebrinus |
|          | |

|  | Nectamia annularis   |
|  |                      |
|  | Nectamia bandanensis |
|  |                      |
|  | Nectamia fusca       |
|  |                      |
|  | Nectamia ignitops    |
|  |                      |
|  | Nectamia luxuria     |
|  |                      |
|  | Nectamia savayensis  |
|  |                      |
|  | Nectamia similis     |
|  |                      |
|  | Nectamia viria       |
|  |                      |
|  | Nectamia zebrinus    |
|  |                      |